# Pogonotium divaricatum
Pogonotium divaricatum är en enhjärtbladig växtart som beskrevs av John Dransfield. Pogonotium divaricatum ingår i släktet Pogonotium och familjen Arecaceae. Inga underarter finns listade i Catalogue of Life.